# Syllepte xylocraspis
Syllepte xylocraspis là một loài bướm đêm trong họ Crambidae.